# Green (poem)
Informații suplimentare: Verde
Informații suplimentare: Verde (dezambiguizare)
Green este un poem de Paul Verlaine, care face parte din colecția Romantisme fără cuvinte (1874).

## Scurtă prezentare
Este un poem în formă scurtă, în trei catrene alexandrine cu rime încrucișate. Exprimă dorința de a iubi și de a fi iubit, pe un ton elegiac (un amestec de durere și tristețe)..

## Textul original al poemului
| “ | Voici des fruits, des fleurs, des feuilles et des branches Et puis voici mon cœur qui ne bat que pour vous. Ne le déchirez pas avec vos deux mains blanches Et qu'à vos yeux si beaux l'humble présent soit doux. J'arrive tout couvert encore de rosée Que le vent du matin vient glacer à mon front. Souffrez que ma fatigue à vos pieds reposée Rêve des chers instants qui la délasseront. Sur votre jeune sein laissez rouler ma tête Toute sonore encore de vos derniers baisers; Laissez-la s'apaiser de la bonne tempête, Et que je dorme un peu puisque vous reposez. | ” |

Paul Verlaine, din volumul Romances sans paroles - 1874

## Traducerea (aproximativă) a poemului
| “ | Aici sunt fructe, flori, frunze și ramuri Și apoi, iată-mi inima bătând doar pentru tine. Nu-o rupe cu cele două mâini albe Și fie ca darul [meu] umil să fie dulce pentru ochii tăi frumoși. Ajung, încă acoperit de rouă Întrucât vântul de dimineață vine să-mi înghețe fruntea. Suflă oboseala mea la picioarele tale odihnite, Visând la momentele dragi care o vor relaxa. Pe pieptul tău tânăr, lasă-mi capul să se rostogolească Toate [sunt] încă sonore de la ultimele tale sărutări; Lasă-l să se liniștească de furtuna bună, Și să dorm puțin, pe când te odihnești. | ” |

## În cultură
- Poezia a fost transpusă pe muzică și cântată la radio de Léo Ferré în 1959, iar apoi a fost înregistrată în studio și publicată în albumul dublu Verlaine et Rimbaud (1964), cu un aranjament de Jean-Michel Defaye.
- În filmul Le Sourire, poemul este recitat prompt de Jean-Paul Bonnaire în minutul al 35-lea.
- În filmul Week-ends, acest poem este recitat de Gisèle Casadesus și Aurélia Petit.
- Poezia a fost citat. din memorie, de președintele Emmanuel Macron, în timpul programului "Les Rencontres du Papotin," de pe France 2, din ziua de 7 ianuarie 2023.